# Youssoufa Moukoko
Youssoufa Moukoko (* 20. listopadu 2004 Yaoundé) je německý fotbalový útočník, který hraje za Bundesligový tým Borussii Dortmund. Je známý pro své výkony v mládežnických týmech, konkrétněji za svou střeleckou kvalitu. Moukoko je rodák z Kamerunu, díky dlouholeté rezidenci v Německu však získal občanství a reprezentuje Německo.

## Klubová kariéra

### Mládež
Moukoko hrál od roku 2014 do roku 2016 v týmu do 13 let FC St. Pauli, vstřelil 23 gólů ve 13 zápasech. V červenci 2016 se Moukoko přesunul do mládežnické akademie Borussie Dortmund. Již ve věku 13 let nastupoval pravidelně v týmu do 17 let v mládežnické lize. Moukoko se v sezóně 2019–20 dostal do týmu do 19 let, a to ve věku 14 let, Ve svém prvním ligovém zápase vstřelil šest gólů při výhře 9:2 proti Wuppertaler SV. Svůj první zápas Juniorské ligy UEFA odehrál 17. září 2019 proti mládežnickému týmu FC Barcelona, stal se nejmladším hráčem, který kdy v této soutěži nastoupil. V utkání proti Interu Milán 23. října téhož roku vstřelil gól na 1:0 a stal se tak nejmladším střelcem v této soutěži.

### Borussia Dortmund
Od ledna 2020 trénoval Moukoko také se seniorským týmem BVB pod vedením trenéra Luciena Favrea. Vzhledem k tomu, že Německá fotbalová asociace v roce 2020 změnila pravidlo o nastupování mladých hráčů, mohl v Bundeslize hrát až po dovršení šestnácti let. 21. listopadu 2020, ve věku 16 let a 1 dne, debutoval za Dortmund v zápase proti Herthě Berlín. Na hřišti nahradil v 85. minutě Erlinga Haalanda. Stal se tak nejmladším hráčem v historii ligy a překonal tak 15 let trvající rekord, který držel Nuri Şahin (nastoupil ve věku 16 let a 334 dní, také v dresu Borussie Dortmund). Zápas skončil vítězstvím Dortmundu 5:2. 8. prosince 2020 debutoval Moukoko v Lize mistrů UEFA, když v zápase proti ruskému Zenitu Petrohrad odehrál 32 minut po vystřídání Felixe Passlacka a stal se tak nejmladším hráčem v historii soutěže ve věku 16 let a 18 dní. Tím překonal rekord, který dříve držel Celestine Babayaro (16 let a 87 dní). Poprvé se objevil v základní sestavě Dortmundu v Bundeslize 15. prosince proti Werderu Brémy, a svůj první gól vstřelil o tři dny později 18. prosince 2020 proti Unionu Berlín. Přitom se stal nejmladším střelcem v historii Bundesligy ve věku 16 let a 28 dní, čímž o 6 dní překonal rekord, který držel Florian Wirtz.

## Reprezentační kariéra
Moukoko, který se narodil v hlavním městě Kamerunu, v Yaoundé, hrál poprvé za německý národní tým do 16 let 11. září 2017 při vítězství 3:1 nad Rakouskem. O dva dny později, ve svém druhém zápase proti stejnému soupeři, vstřelil oba góly Německa při výhře 2:1. Stal se nejmladším hráčem národního týmu U16. 

## Osobní život

### Rodina
V prvních deseti letech svého života Moukoko vyrůstal se svými prarodiči v hlavním městě Kamerunu Yaoundé v převážně muslimské čtvrti. Jeho otec, který žil v Hamburku od 90. let, přivedl svého syna do Německa v létě 2014, v Hamburku však žil pouze dva roky. Youssoufa Moukoko má čtyři sourozence. Starší bratr Moukoko Borel hraje od roku 2019 za německý Schwarz-Weiß Essen.

### Kontroverze
Moukoko byl obviněn ze lží ohledně svého věku. Otázka, zda je datum narození pravdivé nebo ne, je předmětem intenzivní debaty v německém sportovním tisku. Moukokův otec v mnoha rozhovorech opakovaně poukazoval na pravost rodného listu svého syna a jeho tvrzení jsou podložena oficiálními dokumenty.